# Peropteryx
Peropteryx är ett släkte av däggdjur. Peropteryx ingår i familjen frisvansade fladdermöss. Arterna förekommer i Amerika från Mexiko till södra Brasilien.

## Taxonomi
Arter enligt Catalogue of Life:
- Peropteryx kappleri
- Peropteryx leucoptera
- Peropteryx macrotis

Wilson & Reeder (2005) och IUCN listar ytterligare en art i släktet, Peropteryx trinitatis.

## Utseende
Dessa fladdermöss når en kroppslängd (huvud och bål) av 4,5 till 5,5 cm och en svanslängd av 1,2 till 1,8 cm. Underarmarna är ungefär 4,0 till 5,5 cm långa. Mindre arter som Peropteryx trinitatis väger bara omkring 4 gram och större arter som Peropteryx kappleri kan bli 11 gram tunga. I motsats till släktet Saccopteryx finns inga vita strimmor på ryggen. I flygmembranen finns hos hanar ett veck som påminner om en påse. Arterna har brun päls på ryggen och något ljusare päls på buken. Flygmembranen är likaså brunaktig eller vitaktig.

## Ekologi
Peropteryx förekommer i skogar, träskmarker, savanner och i odlade områden. Som viloplats används grottor, bergssprickor och ibland ruiner. Flera hanar och honor bildar vid viloplatsen en flock med upp till 33 medlemmar. Hos arten Peropteryx macrotis observerades oftast bara en hane i flocken. Ungarna föds allmänt mellan maj och oktober och hos några populationer kan honor ha två kullar med en unge under tiden. Ungen väger vid födelsen bara 1,5 gram. Efter cirka 55 dagar är den lika stor som vuxna individer. Den lämnar sedan sin ursprungliga flock.

## Status
IUCN listar Peropteryx trinitatis med kunskapsbrist (DD) och alla andra arter som livskraftig (LC).